# Zhou Peng
Zhou Peng (chinês: 周鹏;Pīnyīn:Zhōu Péng) (Dandong, 11 de outubro de 1989) é um basquetebolista chinês que atualmente joga pelo Guangdong Southern Tigers disputando a Liga Chinesa de Basquetebol. O atleta possui 2,08m e atua na posição Ala.

## Carreira
Zhou Peng integrou a Seleção Chinesa de Basquetebol em Pequim 2008, terminando na oitava posição.